# Gaussova puška

Zjednodušené schéma urychlení projektilu principem dle Gausse vícestupňovým průchodem cívkami, tedy třemi cívkami, hlavní a feromagnetickým projektilem.

Gaussova puška (anglicky Gauss rifle nebo Coilgun) je zařízení na urychlení projektilů používající jednu, nebo více za sebou složených cívek fungujících jako elektromagnety v lineární konfiguraci za sebou, které urychlují do vysoké rychlosti feromagnetický nebo vodivý projektil. Téměř ve všech variantách Gaussovy pušky jsou cívky a hlaveň vystřelovacího mechanismu na stejné úrovni osy. Její název odkazuje na fyzika a matematika Carla Friedricha Gausse, který formuloval matematický základ a popis magnetického efektu používaného v urychlovačích a uvnitř elektromagnetických děl.
Obecný koncept se skládá z jedné, či více cívek uspořádaných za sebou a obklopujících hlaveň, takže trajektorie vzrůstajícího urychlení projektilů vede podél centrální osy uprostřed všech jednotlivých cívek. Cívky jsou napájeny v přesně načasovaných intervalech, tak že při průniku je projektil, či těleso kopírující tvar cívek urychlováno uvnitř hlavně magnetickou silou vycházející z jednotlivých cívek. Tento Gaussův mechanismus je odlišný od elektromagnetického děla. Z důvodu, že u elektromagnetického děla je směr urychlení kolmý k hlavní ose od napájení proudového opakujícího se mechanismu vytvořeného vodivými kolejnicemi. Navíc elektromagnetické dělo využívá posuvného kontaktu k přenosu velkého napětí a energie přes projektil, nebo oddělitelnou hlaveň projektilu. Ale Gaussova puška nevyžaduje nutně posuvný kontakt. Při jednodušších plánech mechanismu urychlování jsou použity feromagnetické projektily, nebo permanentní magnety, většina konfigurací pro větší urychlení zabudovává párované cívky a zároveň jako součást letícího projektilu. Další formou tohoto mechanismu urychlení je koncept, který se skládá z velmi silného magnetu na kolejnici. Dvě kovové koule zakončují jeden konec magnetu, další koule je umístěná vedle magnetu, ale není magneticky přitahována. Když je silou kulové těleso tlačeno směrem dopředu k magnetu, urychluje se do té doby, než do magnetu s určitou rychlostí a silou narazí. Hybnost je přenesena přes magnet až do posledního kulovitého tělesa, které letí na konec s přiměřeně takovou rychlostí jakou síla započala. Při rotaci projektilu se využívá i moment setrvačnosti.

## Historie
První fungující mechanismus na Gaussovo urychlení vyvinul vědec z Norska Kristian Birkeland v roce 1904.
V roce 1933, vynálezce z Texasu Virgil Rigsby vyvinul stacionární stabilní Gaussovu pušku s designem podobným kulometu s podpěrou. Zbraň byla hnaná elektrickým motorem a generátorem energie . Tento koncept se stal součástí vědeckých prací, nikdy nebyl použit v zájmu některé z armád.

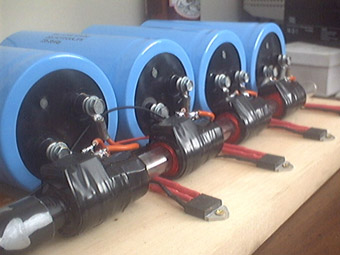
Vícestupňové urychlování projektilu uvnitř hlavně.